# スパルトロスの戦い
スパルトロスの戦い（英：Battle of Spartolos）はペロポネソス戦争において紀元前429年にアテナイと、スパルトロスおよびその同盟からなる連合軍との間に起こった会戦である。
紀元前429年の夏、スパルタ王アルキダモス2世率いるペロポネソス軍がプラタイアへと向った頃、アテナイはクセノポン、ファノマコス他一名の将軍の指揮の下2000人の重装歩兵と200騎の騎兵（ディオドロスによれば総計1000人のみ）をカルキディケとボッティケに送った。ボッティケのスパルトロスに来たアテナイ軍は穀物を焼き払い、市内の親アテナイ派と交渉をして開城するかに見えたが、反アテナイ派がオリュントスに援軍を要請し、やって来たオリュントス軍は市内に入ったため早期開城は成らなかった。オリュントス軍が出撃してくるとアテナイ軍もそれに応じ、スパルトロスの近くで戦闘が起こった。アテナイ軍はカルキディケ重装歩兵を破って市内へと敗走させたが、アテナイの軽装歩兵と騎兵は敵の軽装歩兵と騎兵に敗れた。そして、オリュントスの弓兵が増援に来たのを見たスパルトロスの軽装歩兵は勇気を得てアテナイ軍に追い討ちをかけた。アテナイ軍は輜重隊の近くまで追い詰められたが、そこで反撃を開始した。しかし敵の再反撃に遭って敗走し、ポティダイア市まで逃げ込んだ。この戦いでアテナイ軍は430人と三人の将軍を失った。その後アテナイ軍は休戦条約の下で戦死者の死体を引き取り、帰国した。カルキディケ人とボッティケ人もまた戦死者を収容し、戦勝塚を立てるとそれぞれの市へと解散した。

## 註
1. 1 2  ディオドロス, XII. 47
2. ↑  トゥキュディデス, II. 79